# Alfred Brosig
Alfred Brosig (* 8. August 1931 in Hirschberg; † 2021) war ein deutscher Maler und Grafiker.

## Leben und Werk
Nach dem Studium arbeitete Brosig als freischaffender Künstler in Dresden, bis 1990 als Mitglied des Verbands Bildender Künstler der DDR. 1972 war er für die restauratorische Betreuung der Ausstellung „Europäische Landschaftsmalerei 1550–1650“ im Albertinum, einer repräsentativen Gemeinschaftsausstellung des Nationalmuseums Warschau, der Nationalgalerie Prag, des Museums der Bildenden Künste Budapest, der Staatlichen Eremitage Leningrad und der Gemäldegalerie Alte Meister Dresden verantwortlich.
Brosig war bis 1990 Mitglied des Verband Bildender Künstler der DDR. Er unternahm u. a. mehrere Studienreisen in die Sowjetunion. Einige der dabei geschaffenen Werke befinden sich im Kunstfonds des Freistaats Sachsen. Auftragsarbeiten machte er u. a. für das Staatstheater Dresden, so das Ölgemälde Sowjetisches Ballett (114 × 146 cm, 1977/78; Kunstfonds des Freistaats Sachsen).

## Werke (Auswahl)

### Tafelbilder
- Meißner Landschaft (Ö, 89 × 120 cm, 1967; Kunstfonds des Freistaats Sachsen)
- Roter Platz in Moskau (Öl, 77 × 103,2 cm, um 1970; Kunstfonds des Freistaats Sachsen)[3]
- Leningrad (Öl, 89 × 122 cm, 1974; Kunstfonds des Freistaats Sachsen)[4]
- Dresden (Öl, 80 × 110 cm, 1983/84; Kunstfonds des Freistaats Sachsen)
- Tänzerin (Öl, 114 × 100 cm; Kunstfonds des Freistaats Sachsen)

### Zeichenkunst
- Landstraße (Tusche, 42 × 60 cm, ausgestellt auf der Fünften Deutschen Kunstausstellung)[5]

## Ausstellungen (unvollständig)

### Einzelausstellung
- 1965: Dresden, Leonhardi-Museum (mit Elfriede Schade und Siegfried Schade)

### Ausstellungsbeteiligungen
- 1962/1963: Dresden, Fünfte Deutsche Kunstausstellung
- 1972 und 1974: Dresden, Bezirkskunstausstellungen